# Horní Lhota (Zlíni járás)
Horní Lhota település Csehországban, a Zlíni járásban. Horní Lhota Podhradí, Zádveřice-Raková, Dolní Lhota, Vizovice, Želechovice nad Dřevnicí, Provodov, Pozlovice, Lípa, Sehradice és Slopné településekkel határos. Lakosainak száma 602 fő (2024. január 1.).

## Népesség
A település lakosságának változását az alábbi diagram mutatja:
| Lakosok száma | 387  | 378  | 441  | 441  | 496  | 530  | 578  | 592  | 585  | 602  |
|               | 1869 | 1890 | 1921 | 1950 | 1980 | 2001 | 2017 | 2019 | 2022 | 2024 |